# Bundesstraße 23
Pour les articles homonymes, voir B23 et Route 23.
La Bundesstraße 23 (abrégé en B 23) est une Bundesstraße reliant Peiting à la frontière autrichienne, près de Garmisch-Partenkirchen.

## Localités traversées
- Peiting
- Oberammergau
- Oberau
- Garmisch-Partenkirchen